# 笠鳥高生
笠鳥高生（かさとり こうせい、1970年 - ）は、日本のミュージシャン、音楽プロデューサー、ギタリスト。三重県出身。A型。

## 経歴
- 1991年 笠鳥高生(G.Vo)、佐藤俊雄(G.cho)で"まるで黄色"を結成。
- 1992年 仲村有紀(Vo)が加入しバンド名を"GOLD WINGS"に改名。 TVK主催「ONE」にて優勝し代々木体育館でのライブは各方面にて話題となる。
- 1993年 GOLD WINGS解散。
- 1994年 仲村有紀(Vo.Key)、笠鳥高生(G.Vo)が中心となり、 バンド "LUCKY UN LUCKY"を結成。
- 1994年 Giant-Robot Compilation Vol.1 /"Here We Go 'Round"に2曲参加。
- 1995年 バンド名を "サラダ"に改名。
- 1995年9月 Giant-Robot Compilation Vol.2/"Fancy Fantasy!"に2曲参加。
- 1996年2月 Giant-Robot から『20の頃の話』フルアルバムをリリース。同年9月にメジャーデビューミニアルバム『これすてろーむ』をリリース。
- 1996年12月 シングル『雲にのって』（毎日放送制作・TBS系「すてきな出逢い いい朝8時」エンディング・テーマ）をリリース。
- 1997年5月 マキシシングル『大事なこと』（TBS系「どうぶつ奇想天外!」エンディング・テーマ）をリリース。7月にアルバム『meat the salad』をリリース。
- 1998年9月 ミニアルバム『BUTTERFLY』をリリース、エンジニア／サウンドコーディネーターに旧友の佐藤俊雄を起用。インディーズ時代のサラダの音を再現し話題となる。その後サラダは活動休止。
- 1999年5月頃 黒沢秀樹(G.)と関美彦(B.)と出会い、元サラダの仲村有紀と共に"HOW"を結成。
- 2000年2月 HOWのデビューミニアルバム『5Songs』をリリース。
- 2002年 関美彦の脱退後、それまでサポートメンバーだった中田卓志(D.)と小山晃一(B.)（元ノーナ・リーヴス）が共にHOWに新たに加入し、8月にミニアルバム『New Music』、11月に同じくミニアルバム『Melody』をリリース。
- 2003年5月 HOW解散。
- 2000年からHOWの中田卓志(D.)と超ミッシェル爆発(B.Vo)と共に3ピースロックバンドToshio Galactica Sportsmenを同時進行。
- 2004年 自主制作シングル『Galactica』をリリース。
- 2005年5月 突如、Trio Los Michelle GINGAというフレンチボッサノヴァバンドに転向。
- 2006年6月 pPo/Chant d'oiseaux Records (バウンディ）よりファーストアルバムFemmesをリリース。
- 2007年2月 ゲストボーカルにカヒミ・カリィを迎えセカンドアルバムRubanをリリース。

## ディスコグラフィー

### サラダのインディーズ時代ディスコグラフィー
- Giant-Robot Compilation Vol.1 / "Here We Go 'Round" (V.A.)にLUCKY UN LUCKY名義で2曲参加
- Giant-Robot Compilation Vol.2 / "Fancy Fantasy!" (V.A.)にサラダ名義で2曲参加
- Giant-Robot 『20の頃の話』 サラダ（1996・フルアルバム）

### サラダのメジャーディスコグラフィー
- 『雲にのって』（1996・シングル）
- 『これすてろーむ』（1996・ミニアルバム）
- 『MEAT THE SALAD』（1997・フルアルバム）
- 『大事なこと』（1997・シングル）
- 『バタフライ』（1998・ミニアルバム）

### HOW・ディスコグラフィー
- 『5 SONGS』（2000・ミニアルバム）
- 『New Music』（2002・ミニアルバム）
- 『Melody』（2002・ミニアルバム）

### Toshio Galactica Sportsmen・ディスコグラフィー
- 『Galactica』（2004・自主シングル)

### Trio Los Michelle GINGA・リリース
- 『Femmes』（2006・フルアルバム）
- 『Ruban』（2007・フルアルバムfeaturing Kahimi Karie）